# Shavonte Zellous
Shavonte Zellous (ur. 28 sierpnia 1986 w Orlando) – amerykańska koszykarka występująca na pozycji rzucającej, posiadająca także chorwackie obywatelstwo, reprezentantka tego kraju, obecnie zawodniczka Çankaya Üniversitesi Ankara, a w okresie letnim – Washington Mystics w WNBA.
12 kwietnia 2019 podpisała umowę z Seattle Storm.
31 marca 2021 zawarła umowę na okres obozu treningowego z Washington Mystics.

## Osiągnięcia
Stan na 2 kwietnia 2021, na podstawie, o ile nie zaznaczono inaczej.

### NCAA
- Uczestniczka rozgrywek:
  - Sweet 16 turnieju NCAA (2008, 2009)
  - turnieju NCAA (2007–2009)
- Największy postęp konferencji Big East (2007)
- MVP turnieju Duck Invitational (2007)
- Zaliczona do
  - I składu Big East (2007, 2008)
  - III składu All-American (2008)

### WNBA
- Mistrzyni WNBA (2012)
- Wicemistrzyni WNBA (2015)
- Największy postęp WNBA (2013)
- Uczestniczka meczu gwiazd WNBA (2013)
- Zaliczona do I składu debiutantek WNBA (2009)

### Drużynowe
- Mistrzyni:
  - Euroligi (2014)
  - Turcji (2014)[5]
- Zdobywczyni pucharu:
  - Turcji (2014, 2015)[5]
  - Prezydenta Turcji (2014)[6]
- Finalistka Pucharu Prezydenta Turcji (2013)[5]

### Indywidualne
- Najlepsza zawodniczka występująca na pozycji obronnej ligi tureckiej (2013, 2014 według eurobasket.com)[5][7]
- Zaliczona do (przez eurobasket.com):
  - I składu:
    - ligi tureckiej KSBL (2013, 2014)[5][7]
    - zawodniczek zagranicznych ligi tureckiej (2013, 2014)[5][7]

  - II skadu ligi tureckiej (2015)[6]
  - składu honorable mention ligi tureckiej (2010, 2012)[8][9]
- Liderka strzelczyń ligi tureckiej (2013)[7]